# Мирјана Миочиновић
Мирјана Миочиновић (Београд, 23. децембар 1935 — Београд, 25. април 2025) била је српска театролошкиња, преводитељка и универзитетска професорка. Предавала је на Факултету драмских уметности у Београду. Објављивала је текстове на Пешчанику и на другим платформама у периодици.

## Биографија
Отац јој се звао Ђура, а мајка Љубица, рођена Стоковић. Била је прва супруга Данила Киша са којим је провела у браку скоро две деценије.
Основну школу (1942—1946), Прву женску гимназију и Филозофски факултет (1954—1960) завршила је у Београду. Дипломирала је на смеру за Општу књижевност са теоријом књижевности 1960. године.
Студирала је на Сорбони (1958—1963) и стекла диплому Савремене француске књижевности. Магистрирала 1963, а докторирала 1975. године на Филозофском факултету у Београду са тезом: Позоришне теорије Антонена Артоа.

### Посао
Радила је у Институту за књижевност и уметност у Београду као асистенткиња од 1964. до 1972. године, потом на Академији за позоришну уметност од 1972. до 1980. као доценткиња, а до 1991. као ванредна професорка Факултета драмских уметности у Београду. Предавала је Историју југословенског позоришта и драме.
У знак протеста против рата и државне политике, не мирећи се са нападом на Дубровник, даје оставку на место редовне професорке Универзитета уметности у Београду и одлази у превремену пензију. Тим поводом у писму декану Факултета драмских уметности 9. октобра 1991.
Једина је жена међу оснивачима Београдског круга, ангажоване групе интелектуалаца која је одржавала трибине суботом на којима се разговарало о узроцима рата у Југославији, критички анализирала улога српске стране, супротстављајући се ратној политици и преиспитујући улогу интелектуалаца у времену рата.
У тексту објављеном у дневном листу Наша Борба, 18. јула 1995, седам дана после пада Сребренице, коментарисала је емисијуе телевизији Студио Б  о Сребреници емитоване 15. јула 1995. У тексту је истакла да се ради о моралном паду српског народа димензија антрополошке катастрофе.

### Рад на заоставштини Данила Киша
Након одласка у пензију, „годинама се бавила готово искључиво књижевном оставштином Данила Киша и приређивањем његових сабраних дела, која су од тада доживела три издања, уз три издања изабраних дела”. Са колегама са Катедре за Општу књижевност београдског Филолошког факултета, чији је Данило Киш био први дипломирани студент, установила је годишњу  награду за најбољи семинарски рад, која носи име Данила Киша. Последњих година, та награда се додељује и за најбољи магистарски рад.
Настављајући своју мисију ангажоване интелектуалке, у отвореном писму градоначелнику Суботице, Богдану Лабану из Српске напредне странке, у јуну 2019. године, захтевала је да се "беспоговорно повуче одлука" којом се Данилу Кишу постхумно додељује титула почасног грађанина Суботице, поручујући да су Скупштина Суботице и градоначелник Лабан ”непомирљива супротност свега што представља Данило Киш својим делом и животом.”

### Књиге, студије, есеји, чланци
Приредила је Сабрана дела Данила Киша (Београд, Просвета 2004—2007).
Превела је са француског и руског језика дела Лотреамона, Антонен Артоа, Жерара Женета, Ан Иберсфелд, Флоранс Дипон - Аристотел или вампир западног позоришта и Жан Пјер Саразака - Поетика модерне драме: Од Хенрика Ибзена до Бернара-Мари Колтеса
Часописи и публикације у којима је писала или за које је преводила чланке: Видици (1960), Сусрети (1960-1961), Дело (1962—1964, 1966—1967), Књижевност (1965), Сцена (1967-1968, 1978—1979), Зборник о Мирославу Крлежи (Београд 1967), Књижевна историја (1969, 1971, 1973, 1979), Зборник Милош Црњански (Београд 1972), Пролог (1975), Филолошки преглед (1975), Руковети (1976), Политика (1976), Радио Сарајево - 3. програм (1977), Књижевна критика (1978), Историја француске књижевности (Сарајево-Београд, 1980), недељник Време (1996, 2014), Пешчаник (од 2000), Данас (од 2019).
Чланица је редакције часописа Књижевна критика од 1968.
Један је од оснивача и члан редакције часописа Књижевна историја.
Написала је предговоре књигама: Лотреамон: Сабрана дела (Београд 1964), Антонен Арто: Позориште и његов двојник (Београд 1968), Рађање модерне књижевности – Драма (1975), Жан Дивињо: Социологија позоришта (Београд 1978); Модерна теорија драме (1980) и коментаре уз Лотреамонова Сабрана дела (1964).
Била је чланица Удружења књижевних преводилаца Србије од 1964. године.

## Дела
- Есеји о драми (1975)
- Рађање модерне књижевности – Драма (1975)
- Сурово позориште (1976)
- Модерна теорија драме (1981)
- Позориште и гиљотина (1990)[3]
- Немоћ очигледног (1997)[9]

## Награде и признања
- Стеријина награда за театрологију (1991)
- Стеријина награда за нарочите заслуге (2005)[10]
- Ловоров венац - награда за животно дело коју додељује Позоришни музеј Војводине (2011)